# Haarlemsche Voetbalbond
De Haarlemsche Voetbalbond (Hrl. VB) is een voormalige Nederlandse voetbalbond die in december 1895 werd opgericht en in 1897 werd opgeheven. Op 23 oktober 1899 werd de bond opnieuw opgericht. Dit keer werd de bond erkend door de NVB waarmee het de vijfde regionale voetbalbond van Nederland was, na de Amsterdamsche, Haagsche, Rotterdamsche en de Geldersche Voetbalbond. De bond werd in 1940 een onderafdeling van (K)NVB en hield in 1996 op met bestaan na een herstructurering bij de KNVB.

## Oprichting
In december 1895 werd de Haarlemsche Voetbalbond opgericht door de clubs HFC, HFC Haarlem, VV Ripperda, Sophiadal en Unitas.
Bij de bond sloten niet veel clubs aan, waardoor de NVB de bond niet wilde erkennen. Na nog geen 2 jaar werd de bond wegens gebrek aan clubs en erkenning in 1897 weer opgeheven.

## Heroprichting
Op 23 oktober 1899 werd de bond opnieuw opgericht. Dit keer werd de bond wel erkend door de NVB. Deze erking vond plaats op 8 februari 1900. Hiermee was de bond een officiële regionale voetbalbond waarbij promotie en degradatie naar de landelijke bond mogelijk was.
In het eerste seizoen 1899/1900 na de heroprichting speelden het 2e en 3e elftal van HFC; het 2e elftal van HFC Haarlem; het 1e en 2e elftal van Oranje en Unitas en het 1e elftal van Voorwaarts mee.
De 1e elftallen van HFC en HFC Haarlem speelden op dat moment al voor de landelijke NVB.

## Gebied
De Haarlemsche voetbalbond bestond uit clubs die afkomstig waren uit Noord-Holland ten zuiden van het Noordzeekanaal en ten westen van Amsterdam. Ook clubs uit de kleine regio Beverwijk/Heemskerk waren aangesloten bij de Haarlemsche Voetbalbond. Daarnaast kwam het met enige regelmaat voor dat enkele clubs uit Zuid-Holland die dicht tegen de Noord-Hollandse provinciegrens aanspeelde ook in de Haarlemsche bond werden ingedeeld. Deze zelfde clubs speelde dan wisselend in de Leidsche Voetbalbond als in de Haarlemsche. Het kwam zelfs voor dat het 1e elftal van een club bij de Haarlemsche speelde en de lagere elftallen bij de Leidsche.
Tot 1902 voordat de Noordhollandsche Voetbalbond (NHVB) werd opgericht speelde ook een enkele Noord-Hollandse club mee bij de Haarlemsche Voetbalbond. Nadat in 1902 de NHVB werd opgericht speelden clubs uit Beverwijk/Heemskerk en enkele clubs uit noordelijke Haarlem en IJmuiden bij de NHVB. In 1915 werd besloten deze clubs voortaan te laten spelen bij de Haarlemsche in verband met de sterke groei van het aantal voetbalclubs in Noord-Holland.

## Afkorting
De Haarlemsche Voetbalbond werd vaak afgekort als Hrl VB of Hlm VB. De reden dat de bond niet werd afgekort als HVB had te maken met de Haagsche Voetbalbond die standaard tot HVB werd afgekort.

## Afdeling Haarlem
In 1940 werd het voetbal in Nederland op last van de Duitsers geherstructureerd. De vele voetbalbonden die Nederland had gingen samen tot 1 hoofdbond (NVB) met 20 afdelingen. Hierbij ontstond onder andere de afdeling Haarlem. Tot het einde van de afdelingen (die ook wel onderbonden genoemd werden) in 1996 werd meer gesproken over de Haarlems(ch)e Voetbalbond dan over de afdeling Haarlem.
In 1996 verdwenen alle onderbonden in Nederland. De competities van de onderbonden gingen over in nieuwe competities als lagere klassen bij de KNVB. Zo werd het hoogste niveau van de Haarlemsche Voetbalbond de Vijfde klasse van de KNVB. Voor deze tijd was de Vierde klasse het laagste niveau bij de KNVB. En degradeerde de clubs uit de regio Haarlem naar de hoogste klasse van de Haarlemsche Voetbalbond. En andersom promoveerde ze vanuit de hoogste klasse van de Haarlemsche Voetbalbond naar de Vierde Klasse van de KNVB.